# 6663 Tatebayashi
6663 Tatebayashi eller 1993 CC är en asteroid i huvudbältet som upptäcktes den 12 februari 1993 av den japanska astronomen Takao Kobayashi vid Ōizumi-observatoriet. Den är uppkallad efter den japanska staden Tatebayashi.
Asteroiden har en diameter på ungefär 8 kilometer och den tillhör asteroidgruppen Eunomia.